# Temps métrique
Le temps métrique, ou temps en unités métriques, est la mesure des intervalles de temps utilisant le système métrique. Le Système international d'unités (SI) moderne définit la seconde comme étant l'unité de base du temps et forme des multiples et des sous-multiples avec les préfixes du SI, tels que la kiloseconde et la milliseconde. D'autres unités de temps (la minute, l'heure et le jour) sont acceptées pour une utilisation avec le SI, mais elles n'en font pas partie. Le temps métrique est une mesure d'intervalles de temps, tandis que le temps décimal est un moyen d'exprimer l'heure au cours de la journée.

## Histoire
La seconde tire son nom du système sexagésimal, qui trouve son origine chez les Sumériens et les Babyloniens. Ce système divise une unité de base en soixante minutes, chaque minute en soixante secondes et chaque seconde en soixante tierces. Le mot « minute » vient du latin pars minuta prima, qui signifie « première petite partie », et « seconde » de pars minuta secunda ou « seconde petite partie ». La mesure des angles utilise également des unités sexagésimales en divisant le degré en minutes et en secondes, alors qu'en ce qui concerne le temps, c'est l'heure qui est divisée.
En 1790, le diplomate français Charles Maurice de Talleyrand-Périgord proposa que l'unité fondamentale de longueur du système métrique soit la longueur d'un pendule ayant une période d'une seconde lorsque le pendule est placé au niveau de la mer sur le 45e parallèle (50e grade, en utilisant les nouvelles mesures angulaires). Ceci faisait de la seconde la base du système métrique. Une Commission des poids et mesures a donc été formée au sein de l'Académie française des sciences pour développer le système, mais la commission rejeta cette définition du mètre l'année suivante parce que la seconde était une période de temps arbitraire égale à 1/86 400 jour, plutôt qu'une fraction décimale d'une unité naturelle. Au lieu de cela, le mètre a été défini comme le millionième (une fraction décimale) de la longueur du méridien de Paris entre l'équateur et le pôle Nord,,,,.
La commission avait initialement proposé des unités de temps décimales qui devaient être adoptées plus tard dans le cadre du nouveau calendrier républicain. En janvier 1791, Jean-Charles de Borda demandait à Louis Berthoud de fabriquer un chronomètre décimal affichant ces unités. Le 28 mars 1794, le président de la commission, Joseph Louis Lagrange, proposait d'utiliser le jour comme unité de base du temps, avec des divisions déci-jour et centi-jour, et suggérait de représenter 4 déci-jours et 5 centi-jours comme « 4,5 », « 4/5 », ou simplement « 45 ». Le système international finalement introduit en 1795, comprenait des unités de longueur, de surface, de volume sec, de capacité liquide, de poids ou de masse et de monnaie, mais le temps n'y était pas mentionné. L'heure décimale de la journée avait été introduite en France deux ans plus tôt, mais son utilisation obligatoire avait été suspendue en même temps que le système métrique était inauguré. Elle ne suivait donc pas le modèle métrique d'une unité de base et d'unités préfixées.
Des unités de base équivalentes aux divisions décimales de la journée, telles que 1/10, 1/100, 1/1000 ou 1/100 000 de jour, ainsi que d'autres divisions, telles que 1/20 ou 1/40 de jour, ont également été proposées, sous différents noms, bien que ces unités alternatives n'aient pas obtenu d'acceptation notable. En Chine, sous la dynastie Song, un jour était divisé en unités plus petites, appelées le kè (刻). Un kè était généralement défini comme 1/100 de jour jusqu'en 1628, bien qu'il y ait eu de courtes périodes auparavant durant lesquelles les jours avaient 96, 108 ou 120 kè. Un kè valait environ 14,4 minutes, soit 14 minutes et 24 secondes. Au XIXe siècle, Joseph Charles François de Rey-Pailhade avait approuvé la proposition de Lagrange d'utiliser les centi-jours, mais en l'abrégeant en « cé », et en les divisant en 10 decicés, 100 centicés, 1000 millicés et 10 000 dimicés,.
James Clerk Maxwell et Elihu Thomson, par l'intermédiaire de l'Association britannique pour le progrès de la science (en anglais : British Association for the Advancement of Science, ou BAAS) ont introduit le système centimètre/gramme/seconde (ou CGS) en 1874 pour introduire les unités métriques de l'électricité et du magnétisme, en suivant la recommandation de Carl Friedrich Gauss en 1832.
En 1897, la Commission de décimalisation du temps est créée par le Bureau des longitudes, avec le mathématicien Henri Poincaré comme secrétaire. La commission proposait d'utiliser l'heure standard comme unité de base du temps métrique, mais la proposition n'a pas été acceptée et a finalement été abandonnée.
Lorsque le système SI moderne a été défini, au cours de la 10e Conférence générale des poids et mesures (CGPM) en 1954, la seconde standard utilisée dans les éphémérides (1/86 400 d'un jour solaire moyen) est devenue l'une des unités de base du système. Mais comme la rotation de la Terre décélère lentement à un rythme irrégulier, elle ne permet pas d'établir une référence pour le besoin de mesures précises. La seconde SI a donc été redéfinie plus précisément comme étant la durée de 9 192 631 770 périodes de rayonnement correspondant à la transition entre les deux niveaux hyperfins de l'état fondamental de l'atome de césium 133, au cours de la 13e Conférence générale des poids et mesures de 1967. Les horloges atomiques internationales utilisent des mesures du césium 133 comme référence principale.

## En informatique
En informatique, du moins pour faciliter les calculs en internes, le temps métrique s'est largement répandu. L'heure Unix donne la date et l'heure en nombre de secondes écoulée depuis le 1er janvier 1970 et la valeur « FILETIME » utilisée par NTFS de Microsoft est en multiples de 100 ns depuis le 1er janvier 1601. VAX/VMS utilise le nombre de 100 ns depuis le 17 novembre 1858 et RISC OS le nombre de centièmes de seconde depuis le 1er janvier 1900. Microsoft Excel utilise le nombre de jours (avec décimales pour les fractions de jours, en virgule flottante) depuis le 1er janvier 1900.
Néanmoins, tous ces systèmes présentent l'heure à l'utilisateur en utilisant les unités traditionnelles. Aucun de ces systèmes n'est strictement linéaire, car ils présentent tous des discontinuités aux secondes intercalaires ajoutées ou retranchées occasionnellement au temps universel coordonné.

## Préfixes
Les préfixes du système métrique pour les subdivisions de la seconde sont couramment utilisés en science et en technologie. Les millisecondes et les microsecondes sont les plus fréquemment rencontrés. Les préfixes pour les multiples de seconde sont plus rarement utilisés. Ce sont :
| Multiple | Nom de l'unité | Nombre de secondes | En unités communes |
| -------- | -------------- | ------------------ | --- |
| 10 1     | décaseconde    | dix                | 0,17 minutes |
| 10 2     | hectoseconde   | 100                | 1,67 minute (ou 1 minute 40 secondes)                                                                                            |
| 10 3     | kiloseconde    | 1 000              | 16,7 minutes (ou 16 minutes et 40 secondes)                                                                                      |
| 10 6     | mégaseconde    | 1 000 000          | 11,6 jours (ou 11 jours, 13 heures, 46 minutes et 40 secondes)                                                                   |
| 10 9     | gigaseconde    | 1 000 000 000      | 31,7 ans (ou 31 ans, 252 jours, 1 heure, 46 minutes, 40 secondes, en supposant qu'il y a 7 années bissextiles dans l'intervalle) |

## Voir également
- Calendrier soviétique
- Calendrier républicain